# 1986年沖繩縣知事選舉
1986年沖繩縣知事選舉是沖繩縣於1986年11月16日舉行的知事選舉。

## 概述
此次选举是西銘順治知事任期届满而进行的届期选举。这次选举是寻求第三次连任的保守派知事西銘順治，与革新派支持的金城睦之间的一对一之战。

## 选举结果
选举结果，西銘順治以69,192票之差再次当选。另外，选民投票率比上次选举低了7%以上。
- 投票率 ：74.11%（▼7.61%）[1]

| 當選 | 候选人   | 所屬黨派           | 立场   | 得票数  | 得票率 |
| ---- | -------- | ------------------ | ------ | ------- | ------ |
| 當選 | 西銘順治 | 無所屬             | 保守派 | 321,936 | 56.02% |
|      | 金城睦   | 知事选革新共斗会议 | 革新派 | 252,744 | 43.98% |